# Polec
Polec je priimek več znanih Slovencev:
- Janko Polec (1880—1956), pravnik in zgodovinar
- Julij Polec (1852—1941), pravnik